# Thomas Francis O'Rahilly
Thomas Francis O’Rahilly (Iers: Tomás Proinsias Ó Rathaile) (Listowel, 1883 – Dublin, 1953) was een invloedrijk keltoloog, die vooral op het gebied van historische taalkunde en Ierse dialecten actief was.
O’Rahilly studeerde aan de Royal University of Ireland. Hij doceerde van 1919 tot 1929 Iers aan het Trinity College in Dublin. Daarna werd hij docent Keltische talen in Cork en van 1935 tot 1941 weer in Dublin. Van 1942 tot 1947 was hij rector van de School of Celtic Studies aan het Dublin Institute for Advanced Studies.
O’Rahilly stond bekend om zijn controversiële theorieën. Zo beweerde hij dat het Manx-Gaelisch niets meer was dan Engels met een Keltische woordenschat. Deze bewering is ontkracht door Nicholas Williams, die van mening is dat het Manx-Gaelisch een Keltische taal is, met kenmerken van pidgin dankzij taalcontacten met het Oudnoors. Dit zou al hebben plaatsgevonden voor er enig contact was met het Engels.
Naast publicaties over het Manx-Gaelisch heeft O’Rahilly ook nog enige werken over de Ierse poëzie geschreven. Deze werden uitgegeven tussen 1916 en 1927.